# Isola Emerald (Canada)
L'isola Emerald è un'isola disabitata dei Territori del Nord-Ovest, in Canada.

## Geografia
L'isola appartiene all'arcipelago artico canadese, più precisamente al sottogruppo delle Parry delle isole della Regina Elisabetta.
Ha una superficie di 549 km², misura 36 km di lunghezza e 22 km di larghezza.